# ZAB-50TG
ZAB-50TG (ros. ЗАБ-50ТГ) – radziecka bomba zapalająca. W jej wnętrzu znajdują się dwie komory. Przednia wypełniona jest sproszkowanym termitem, tylna napalmem.